# Sterkøl
Sterkøl er øl som omsættes i Norge med højere alkoholindhold end 4,75%. Efter dagens regler kan sterkøl omsættes lovligt på Vinmonopolet. Aldersgrænsen for køb af sterkøl er 18 år. Tidligere var disse sorter enten eksport-øl (pilsnertype) eller bock.
Per december 2006 består det fulde sortiment af af 59 ølmærker, hvoraf 22 norske fra 9 bryggerier. Styrken er fra 4,75 og op til 11,3 procent.